# Ленино (Рыбницкий район)
Ле́нино — село в Рыбницком районе непризнанной Приднестровской Молдавской Республики. Административный центр Ленинского сельсовета, куда кроме села Ленино также входят сёла Первомайск, Победа и Станиславка.
Административный центр село Ленино образовано в 1924 году. На территории сел Ленино, Первомайск, Победа, Станиславка, общей площадью 4,04 км2 располагаются 323 двора, в которых проживают 544 жителя (в селе Ленино - 40 человек), из них 41 дошкольник, 72 школьника, 288 человек трудоспособного населения, 143 пенсионера.
На территории вышеуказанных населенных пунктов функционируют основная общеобразовательная школа – детский сад, музей, клуб и библиотека, а также 2 фельдшерско-акушерских пункта.
Общая площадь земель –  2013 га, из них предоставлены ООО «Петролюкс» – 872 га,  фермерским  (крестьянским) хозяиствам – 422 га.  В селах проложены 3,6 км сетей питьевого водоснабжения, имеются 14 общественных колодцев и 1 водонапорная башня. Протяженность газопровода среднего и низкого давления  – 11,8 км, газифицированы 99 домов.